# Karácsony az Amerikai Egyesült Államokban

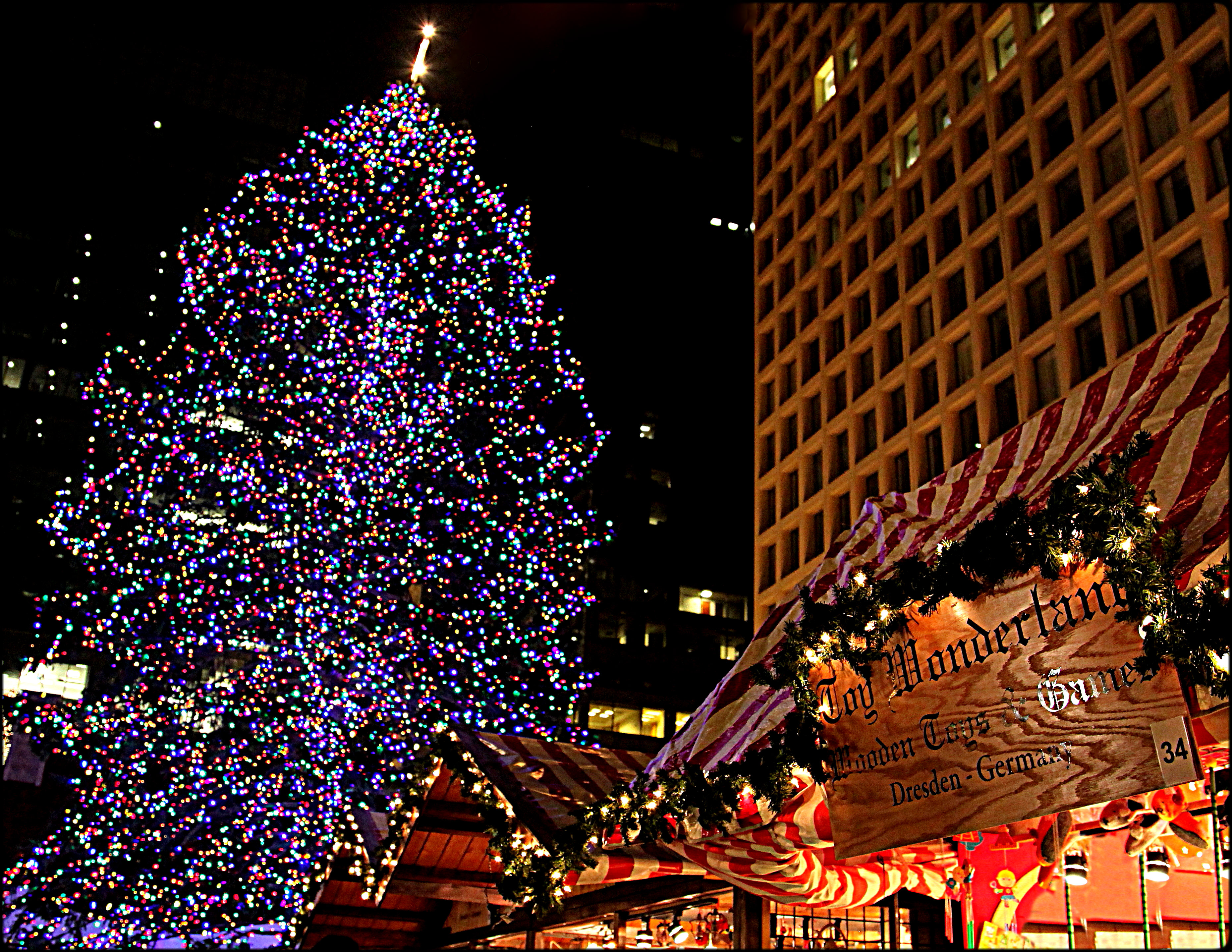
Chicago karácsonyfája 2012-ben

Karácsony az Amerikai Egyesült Államokban egy szövetségi szinten ünnepelt ünnepnap.
Az ünnepi időszak november végén kezdődik meg az országban, a fekete péntek hagyományával, a hálaadást követő napon. Ennek ellenére a díszítések és karácsonyi zene játszása boltokban már gyakran a halloweent követő időszakban megkezdődik. Karácsony és újév közben gyakran be vannak zárva üzletek és iskolák, amely időszakot az emberek általában családjukkal és közeli barátokkal töltenek el. A karácsonyi díszek általában eltűnnek újév vagy vízkereszt idejére. Az ünnepek idején kerül megrendezésre még hanuka, jul, kwanzaa, vízkereszt, amiket szintén gyakran ünnepelnek az országban. December 26-át (amit nyugaton gyakran Boxing Day vagy Szent István napja néven neveznek) az országban karácsony másnapjának hívják és több államban is ünnepnapnak számít, de szövetségi szinten nincs elismerve. Alaszkában hivatalosan Quviasukvik az ünnep neve, több indián törzs is az év kezdeteként ünnepli.

## A karácsony történelme az Egyesült Államokban

### Áttekintés
Az első telepesek puritánok voltak, így a nagy karácsonyi ünneplések nem voltak gyakorik, Új-Angliában és Pennsylvania államban is sokáig szokásos munkanap volt, egy ideig a 17. században illegális is volt ünnepelni. A 19. század első felében egyes közösségek egyáltalán nem ünnepelték, mások Jézus születéséről emlékeztek meg, illetve voltak, akik sokat ettek és ittak. 1819-ben Washington Irving a The Sketch Book esszékönyvében kijelentette, hogy Amerikából hiányzik a karácsony egyesítő hangulata, amit máshol érezni lehetett az időszakban. Kálvinista körökben nem volt engedélyezett az ünneplés, de episzkopálisok például díszítésekkel emlékeztek meg. A század közepére ezek a különbségek elkezdtek eltűnni és elkezdték sokan követni az európai hagyományokat.

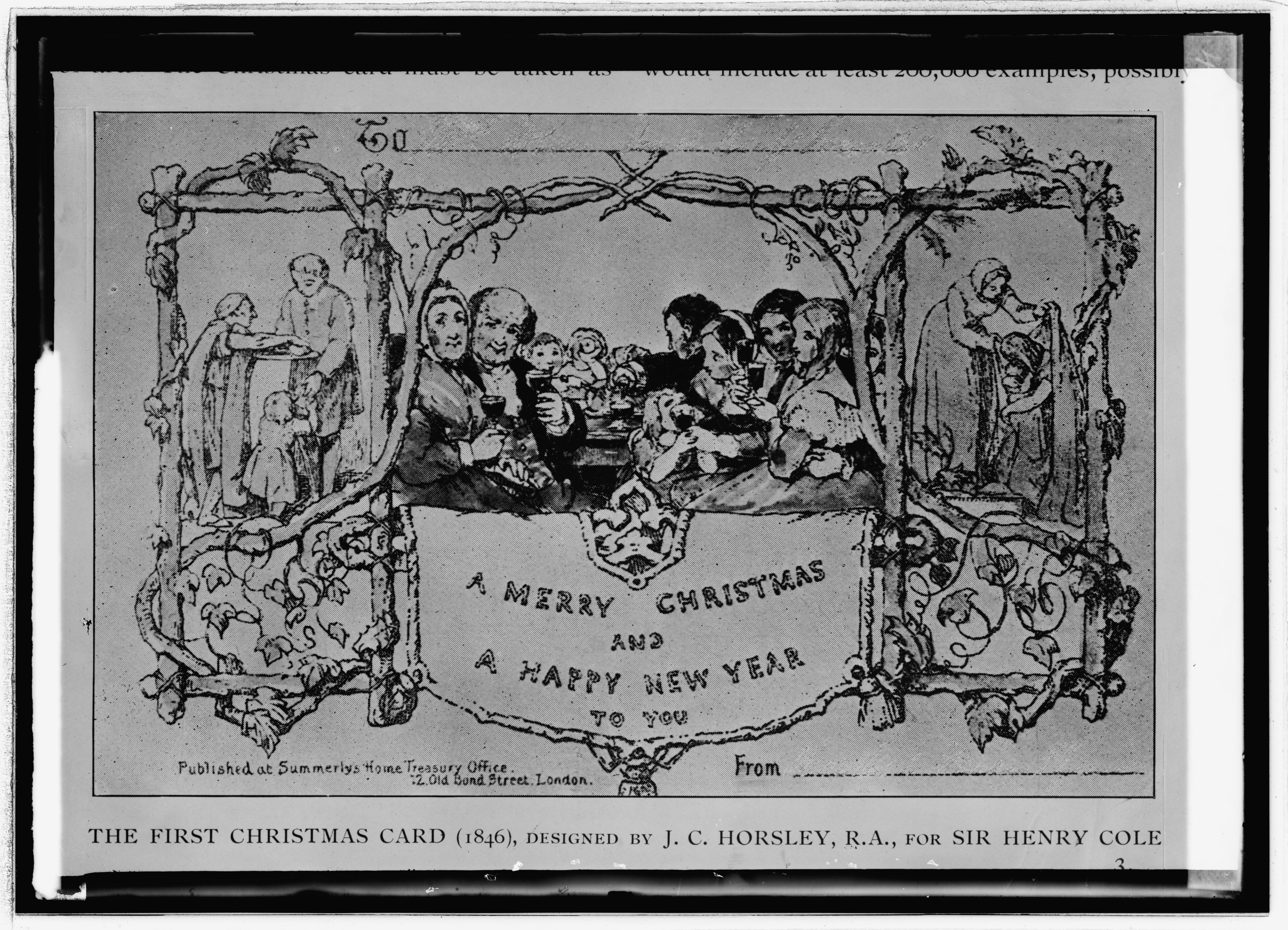
Az egyik első karácsonyi képeslap, 1946-ból

A napjainkban is jól ismert karácsony a 19. században kezdett el megjelenni a kontinensen, ajándékvásárlással kisgyerekeknek, ezzel megnövelve gazdasági fontosságát. Louisiana 1837-ben az első állam lett, ami ünnepnapnak nyilvánította, majd Ulysses S. Grant alatt lett szövetségi ünnep, 1870-ben. Ennek fő célja az volt, hogy egyesítse a polgárháború után a nemzetet, mivel délen gyakoribb volt annak ünneplése, mint az unióban. A háborús időszakban leginkább propagandistáknak köszönhetően terjedt Santa Claus legendája, Abraham Lincoln az egyik legjobb toborzónak nevezte a figurát. A Karácsony előestéje (1823) című vers nagy szerepet játszott Santa Claus (a holland Sinter Klaas és a német Sankt Nikolaus szavakból) és rénszarvasai elterjedésében. A karácsonyi képeslapok küldése a 20. században lett hagyomány, évente 16,6 milliárd képeslap kerül kiküldésre az ünnepek alatt.

### A karácsonyfa-állítás hagyománya

Egy 1921-es felvétel egy családról, karácsonyfájuk körül

Szintén német eredetű a karácsonyfa-állítás is, ami Észak-Amerikába az 1800-as években terjedt el, de német és lengyel bevándorlók már az 1750-es években is díszítettek nagy, közösségi fákat. Az első feljegyzett házon belüli karácsonyfa 1832-re datálható, amit Charles Follen állított Bostonban. Ebben az időszakban általában levelekből és naplókból lehet tudni a hagyomány terjedéséről. Az első alkalom, hogy valaki karácsonyfákat árult 1851-ben történt, mikor Mark Carr kivágott néhány fát és azokat New Yorkba vitte, néhány évtizeddel később már több, mint 200 ezer fát szolgáltattak a régióban a Catskill-hegység erdői. Ennek ellenére az első farmot csak 1901-ben alapították, amíg szinte minden fát természetes erdejükből vágtak ki. Ezóta a világ termelésének 98%-át farmok adják.

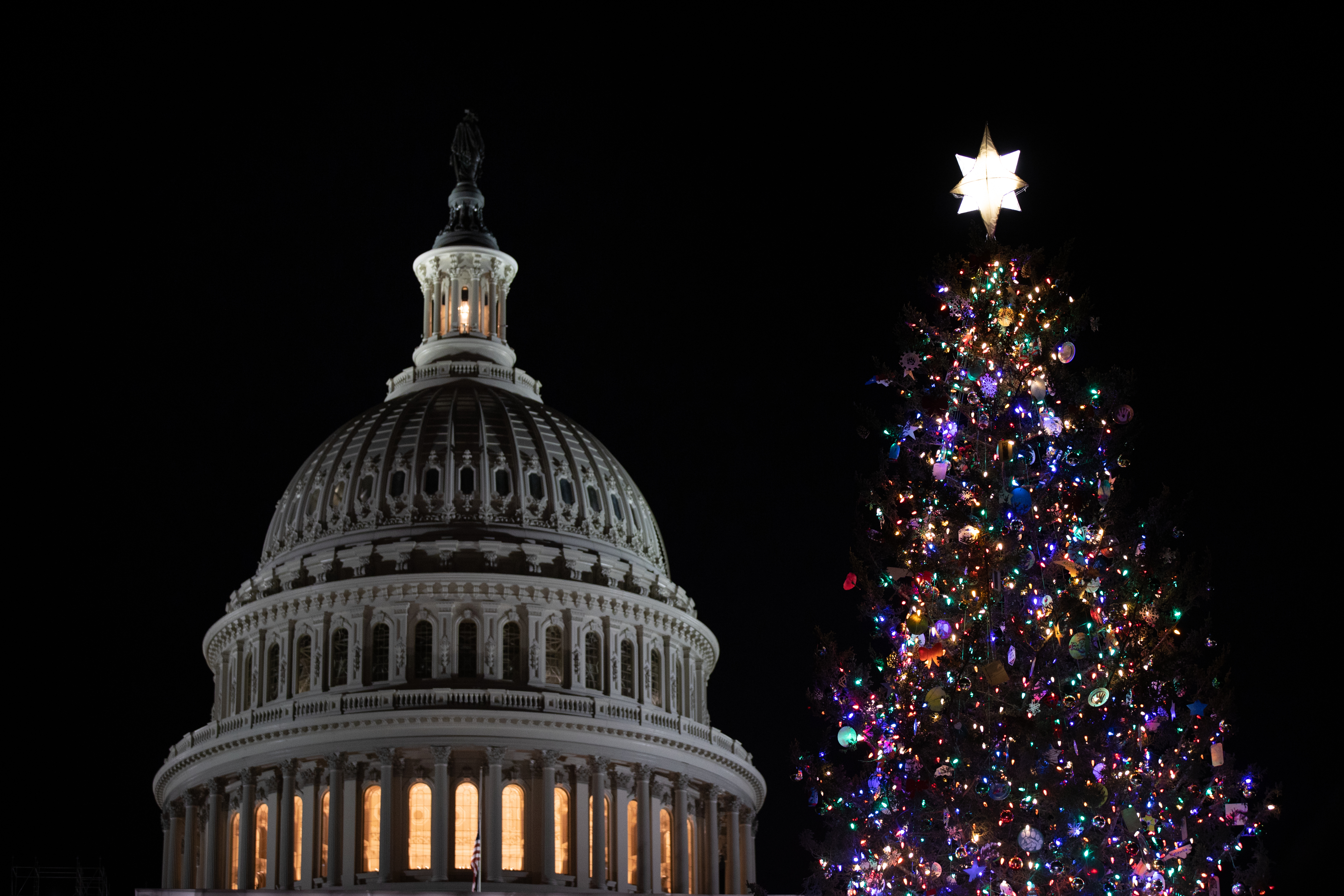
Karácsonyfa az Egyesült Államok Capitoliuma előtt (2021)

Szintén az 1850-es években állították fel az első karácsonyfát a Fehér Házban, ami azóta hagyományos esemény lett az elnökök otthonában. Hasonló szerepet játszik napjainkban a Capitolium elé kihelyezett karácsonyfa is. A nemzet karácsonyfáját 1923 óta díszítik fel minden évben a The Ellipse parkban, a Fehér Ház előtt, a National Mall végén. A 20. század elején kezdték városi önkormányzatok kihelyezni közös fáikat. Az üvegdíszek hagyománya a 19. század végére vezethető vissza, mikor Frank Woolworth elkezdte árulni őket boltjában. Mindössze három évtizeddel később már a Sears katalógusaiban is megtalálható volt. A 20. század végén és a 21. században kezdtek el elterjedni a műfenyők országszerte. 2004-re már a háztartások 58%-a elhagyta a természetes fenyőket a többször használatos műfenyők javára.

## Díszítések

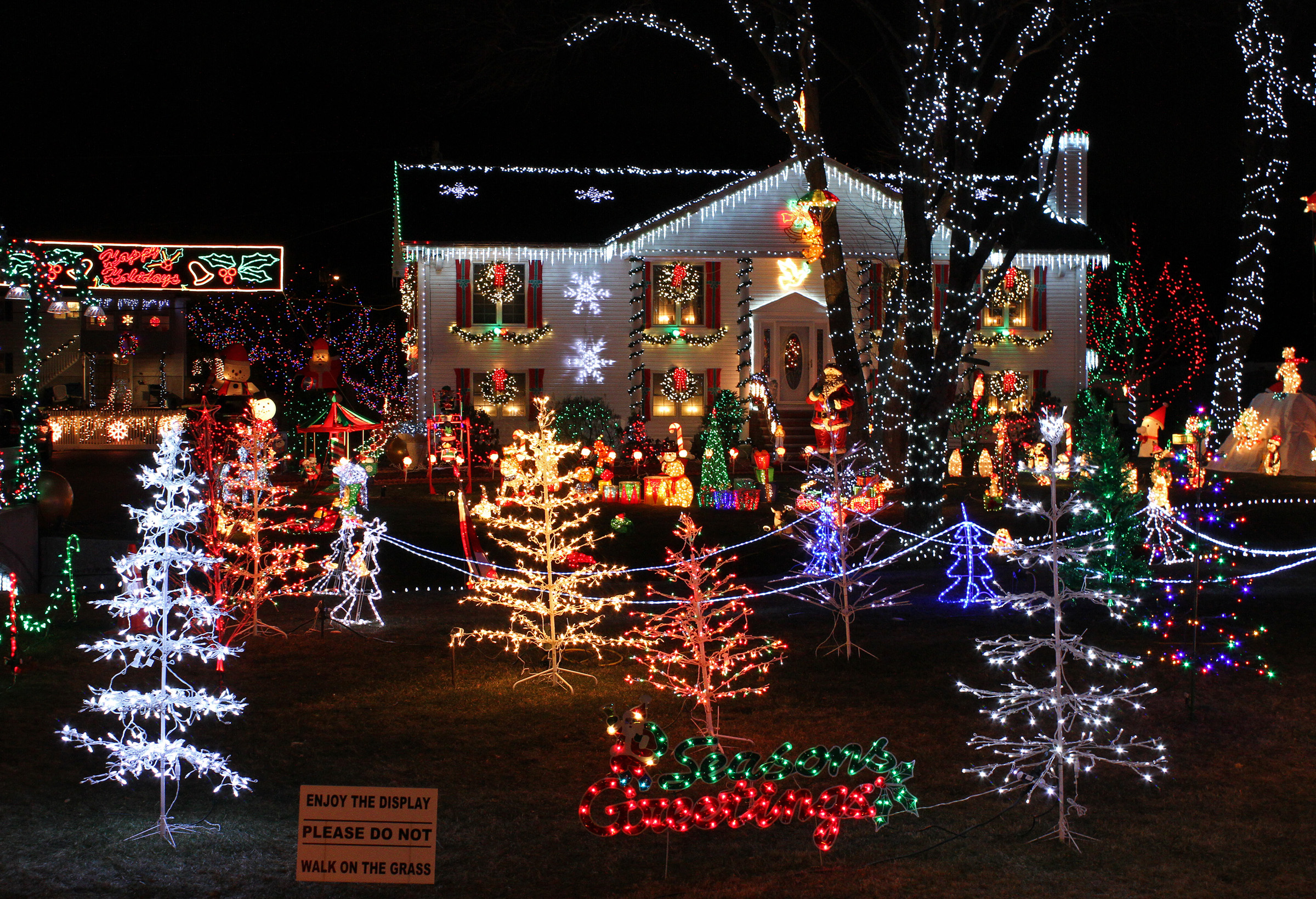
Egy karácsonyi díszekkel feldíszített ház Massachusettsben

A házak belsejét és külsejét is feldíszítik a karácsony este előtti heteken, családok általában karácsonyfa farmokról vásárolják ünnepi fáikat, de a 21. században egyre inkább elterjedtek a műfenyők is. A karácsonyfa általában a ház közepében található, a nappaliban. A fát különböző díszekkel, fényekkel díszítik fel, a csúcson egy angyal vagy egy csillag található, ami a betlehemi csillagot szimbolizálja.
Mézeskalács házakat gyakran készítenek amerikai családok. Díszeiknek közel 90%-át napjainkban már Kínából hozatják be az amerikai lakosok, amire összesen 3,17 milliárd dollárt költöttek 2022-ben.

## Szokások

A kandalló fölé lógatott karácsonyi zoknik, a gyermekek neveivel díszítve

Karácsony este gyakori megnevezése „az este karácsony előtt,” ami a Szent Miklós látogatása című versnek köszönhetően terjedt el az országban. Az Egyesült Államokban Santa Claus néven ismert a karácsony előtti éjszakán, mikor a gyermekek alszanak, ajándékot hozó figura. Ugyan a hagyományos kandalló helyét sok helyen már elektromos vette át, a karácsonyi rönk ettől függetlenül hagyomány maradt. A kandallópárkányra karácsonyi zoknikat aggatnak a gyerekek, amiket Santa Claus az este során ajándékokkal tölt fel. Hagyomány, hogy a gyermekek karácsony este egy pohár tejet és egy tányérnyi aprósüteményt hagynak az asztalon Santa Clausnak.
A becsomagolt ajándékokat, amiket a családok egymásnak fognak adni, a karácsonyfa közelébe helyezik. Gyakori az is, hogy barátok megajándékozzák egymást. A karácsonyi vendégek közé tartoznak általában a nagyszülők, unokatestvérek, testvérek, de az se ritka, hogy egy család a karácsonyt követő napokon látogatja meg távolabbi rokonait. Az ajándékokat általában karácsony reggelén nyitják ki a családok, de az is megesik, hogy azok már karácsony este kinyitásra kerülnek, ez leginkább családi hagyományoktól és az ünnepek logisztikájától függ. Például felnőttek gyakran karácsony este adják át az ajándékokat, míg kisebb gyermekek leginkább reggelente bontják ki meglepetéseiket. Egyes családokban esténként átadnak egymásnak olyan ajándékokat, amiket közvetlenül egymásnak vettek és a télapó által hozott meglepetésekre reggelig kell várni. A gyermekek ezt követően általában sokáig játszanak új játékaikkal.
A vallásos családok köreiben megszokott részvétel az istentiszteleten a karácsony előtti vasárnap, illetve az éjféli mise karácsony este. Ennek ellenére miséket korábban is tartanak családoknak, akiknek kisebb gyermekeik vannak és az se ritka, hogy a karácsonyi istentiszteleteket már idő előtt megtartják olyan családoknak, akik karácsony előtt elhagyják városukat. A betlehemezés szintén gyakori. Az ünnepeket sokan a jótékonyság időszakának tekintik és ekkor segítenek rászorulóknak.
1955 óta a NORAD légvédelmi parancsnokság hivatalosan követi télapó hollétét az Egyesült Államok fölött, szimulálva a szán repülését a kontinens légterében. Az ország légiereje már 1948-ban is leadott egy hivatalos közleményt, amiben megosztotta, hogy egy „azonosítatlan szán” belépett az ország légterébe. Ehhez hasonló programokat indított el később például a Flightradar24 is.

## Zene és filmek
Szimfonikus zenekari fellépéseket, Georg Friedrich Händel Messiását és A diótörő balettet is gyakran meg lehet tekinteni. Helyi rádiócsatornák általában csak karácsonyi zenét játszanak, egyes csatornák már október közepétől csak ünnepi dalokat adnak le. Híradók közben és késő esti talk show-adásokon is gyakran vannak karácsonyi szegmensek. A megszokott karácsonyi filmek közé tartozik a Csoda a 34. utcában (1947), Az élet csodaszép (1946), a Snoopy és a karácsony (1965) és a Reszkessetek, betörők! (1990). Az időszakban nagyon gyakori, hogy sorozatokból vagy filmekből karácsonyi különkiadások jelennek meg.
A karácsonyi zene története a telepesek megérkezéséig követhető vissza, akik európai zenehagyományokat hoztak az újvilágba. A megszokott karácsonyi énekek közé tartoztak a 18. században a Joy to the World és a The First Noel, amik leginkább keresztény hagyományokat népszerűsítettek. A kontinens első ismert saját karácsonyi dala a Jingle Bells volt, amit James Lord Pierpont szerzett 1822-ben. 1865-ben, az amerikai polgárháború idején, Bethlehem városában megszületett a következő fontos amerikai dal, az O Little Town of Bethlehem. Ilyen és ehhez hasonló szerzeményeket a 20. század háborúiban is gyakran énekeltek katonák, a morál fenntartása céljából. Így terjedt el az 1939-ben megjelent Rudolph, the Red-Nosed Reindeer is. A 20. század második felében és a 21. század elején egyre gyakrabban jelentek meg karácsonyi albumok, amiknek köszönhetően kerültek kiadásra meg olyan sikeres dalok, mint Mariah Carey All I Want for Christmas Is You-ja.
Az országban több játék is létezik, aminek célja, hogy a karácsonyi időszakban a résztvevők elkerüljék, hogy meghalljanak egyes karácsonyi dalokat. Ezek közé tartozik a Whamageddon a Wham! Last Christmas dalával és a The Little Drummer Boy is.
Amerikai karácsonyi dalok
- All I Want for Christmas Is You
- Carol of the Bells
- Jingle Bells
- Let It Snow! Let It Snow! Let It Snow!
- Sleigh Ride
- White Christmas
- Winter Wonderland

## Étkezés

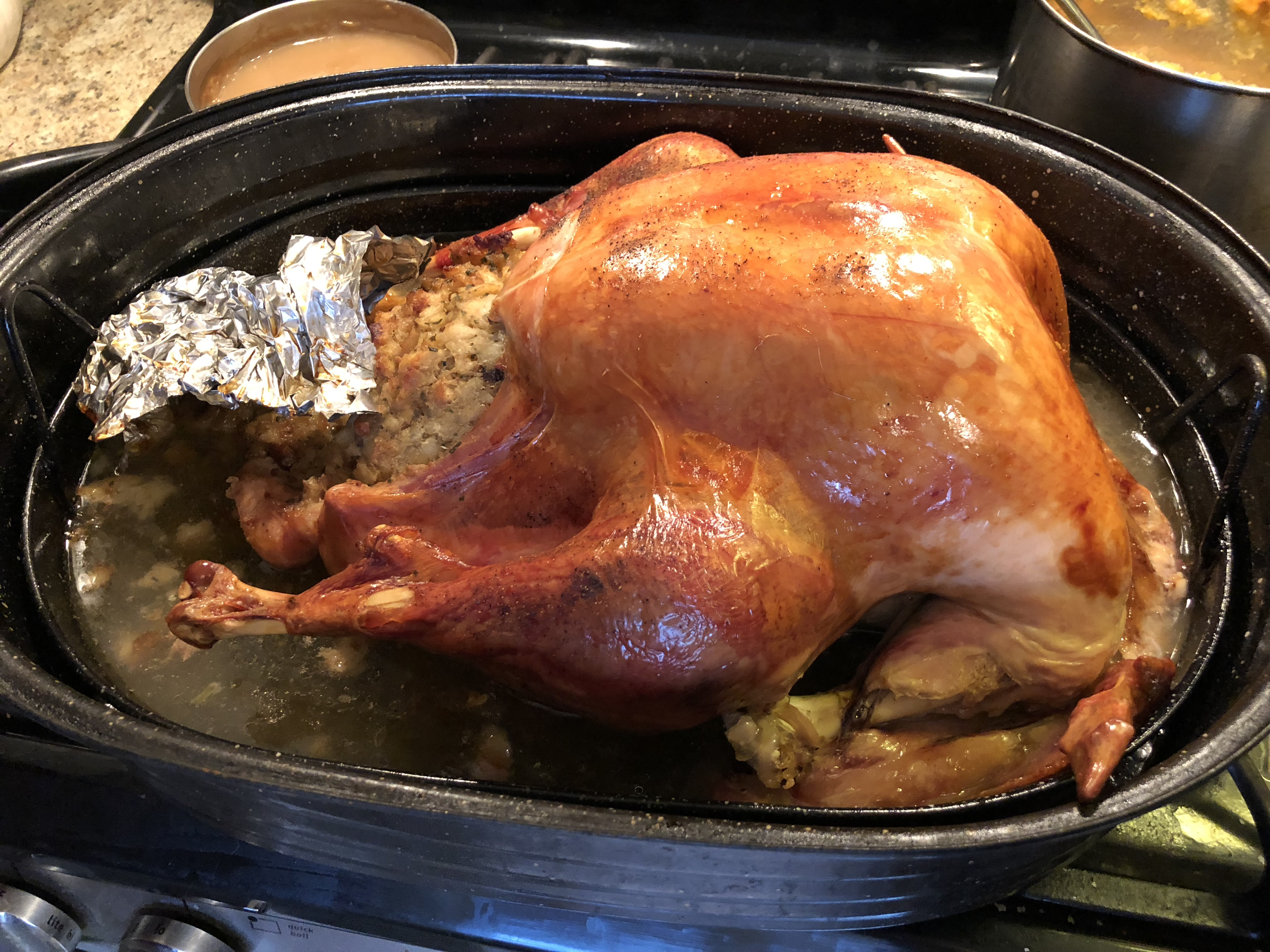
A pulykasült megszokott karácsonyi vacsora az országban

A megszokott karácsony esti vacsora töltött pulykasült, sonka vagy marhasült. A köret általában krumpli, tök, sült zöldségek és áfonyaszósz, tonikkal és sherryvel tálalva. Ezek mellett több különböző édes süteményt és tojáslikőrt is felszolgálnak, fahéjjal és szerecsendióval. Gyakori, hogy családi receptek alapján készítenek el desszerteket és casserole-t. Gyakori ezek mellett európai származású és keresztény családokban a karácsonyi ostya fogyasztása, illetve egyéb vallási hagyományok betartása. Kisebb édességek közé tartoznak gyümölcsök, diófélék, sajt és csokoládé. Olasz származású családok köreiben a halételek és a lasagne fogyasztása is megszokott. Az Egyesült Államok délnyugati részén a tamale se ritka étek.

## Turizmus, sportok

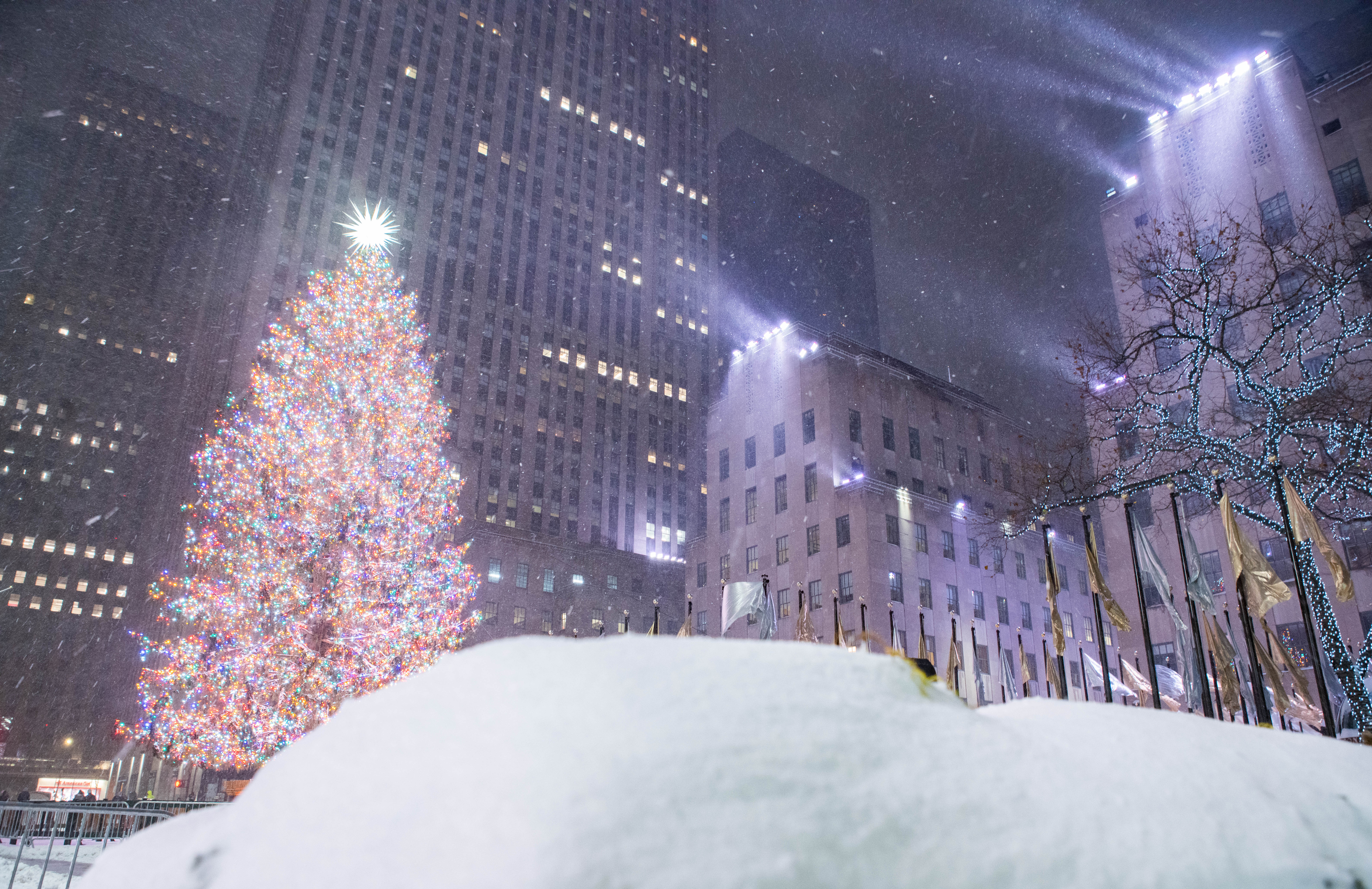
A Rockefeller Center karácsonyfája 2020-ban

Az amerikaiak közel fele utazik az ünnepek idején, az American Automobile Association adatai szerint 2023-ban ez a szám 115 millió fő körül mozgott, előrejelzésük alapján több, mint 7,5 millióan repültek az ünnepek alatt, ami rekordnak számított. A külföldi városok, ahova legtöbben terveztek utazni Bécs, Barcelona és Québec voltak, bár Vancouver és Párizs is elég népszerű. Azok köreiben, akik nem hagyják el az országot, Branson (Missouri) a legnépszerűbb, a város ismert karácsonyi eseményeiről és gyönyörű díszítéseiről, de Chicago és Helen is az első hely környékén vannak.
New York városát gyakran látogatják turisták az ünnepi időszakban, fő látványosságai a Rockefeller Center karácsonyfája és a bőségesen feldíszített bevásárlóközpontok, szinte folytonosan lehet hallani karácsonyi zenét.  New York a világ egyik legnépszerűbb karácsonyi úti célja.
A National Basketball Association egyre több mérkőzést játszik az ünnepnapon, gyakran beleértve az előző szezon NBA-döntőjének újrajátszását, ami az amerikai futball-mérkőzésekkel együtt gyakran fontos része az amerikai családok napjának. Az utóbbi mérkőzéseket gyakran több, mint 20 millióan tekintik meg, általában teltházas találkozók. Az NBA mérkőzéseit világszerte közvetítik, 200 országban és területen, negyven nyelven.

## Időjárás

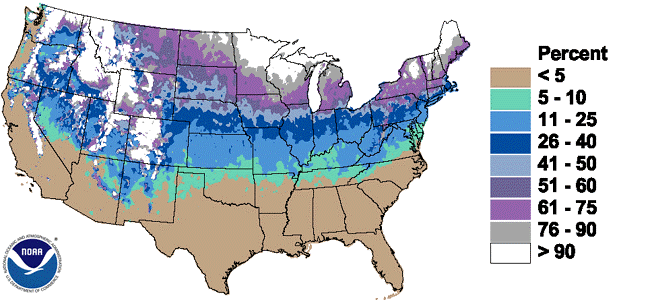
Fehér karácsony valószínűsége az Egyesült Államokban (2010)

Az időjárás decemberben és karácsony környékén az Egyesült Államokban változó, leginkább az ország mérete és különböző éghajlatai miatt. Az északi államokban a hőmérséklet gyakran 0° alá csökken, míg délen és a nyugati parton akár még húszhoz is közel lehet az ünnepek alatt. Ehhez hasonlóan északon sokkal kevesebb a napsütés is, míg délen nem akkora a különbség nyárhoz képest. Például Minneapolis városában ebben az időszakban mindössze nyolc óra napsütés várható, sok hóeséssel. 2023 volt az Egyesült Államok legzöldebb karácsonya az előző húsz évben, míg átlagosan ugyanebben az időszakban 37% körül mozgott az átlagos kontinentális hótakaró. 2018 óta a fehér karácsony esélye sokat csökkent, 2023-ig mindössze egyszer terítette több, mint az ország 30%-át hó. Ezt megelőzően gyakori volt, hogy a 40%-ot bőven túllépte, esetben 60%-ot is megütötte ez a statisztika. A 2023–2024-es tél a legmelegebb volt az ország történetében, de ennek ellenére voltak kisebb-nagyobb hóviharok.

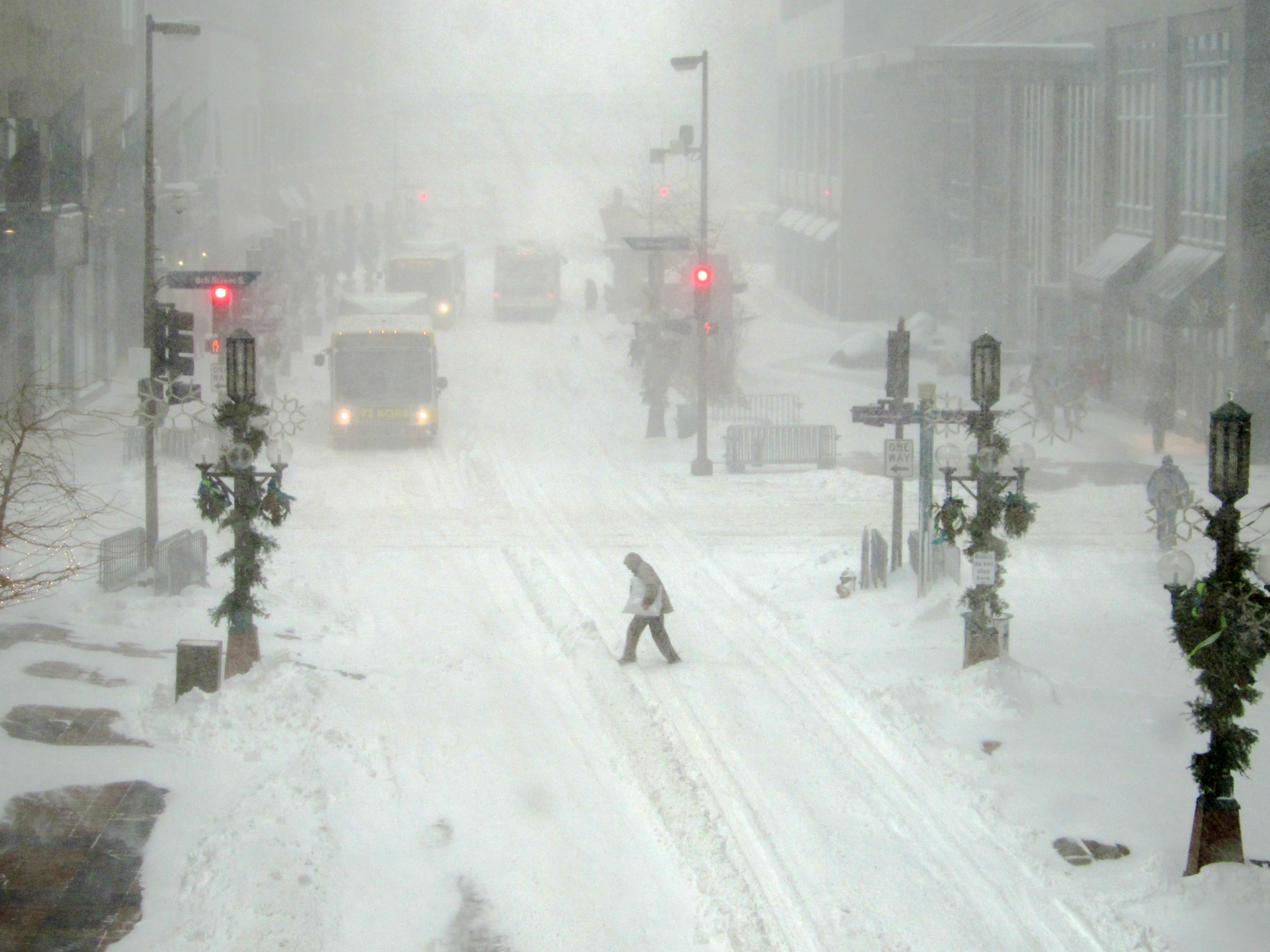
2010. decemberi hóvihar Minneapolisban

| 2003 | 2004 | 2005 | 2006 | 2007 | 2008 | 2009 | 2010 | 2011 | 2012 | 2013 |
| ---- | ---- | ---- | ---- | ---- | ---- | ---- | ---- | ---- | ---- | ---- |
| 21,2 | 30,7 | 24,6 | 28,3 | 40,9 | 52,7 | 63,0 | 50,2 | 29,2 | 51,1 | 41,7 |
| 2014 | 2015 | 2016 | 2017 | 2018 | 2019 | 2020 | 2021 | 2022 | 2023 | 2024 |
| 35,5 | 37,2 | 44,1 | 49,2 | 24,6 | 28,1 | 26,5 | 26,6 | 53,0 | 17,6 | 38,0 |

## Gazdasági szerepe
Az ünnepi időszaknak kiemelkedő szerepe van az amerikai gazdaságban. Ez az időszak teszi ki az üzletek eladásainak egy ötödét és az átlagos amerikai az ünnepek során költi el éves kiadásának egy negyedét. Egy átlagos hónaphoz képest áruházakban általában megduplázódnak a költekezések decemberben, beleértve ruházati-, és könyvesboltokat. A technológia fejlődésével sokat változott az is, hogy milyen formában vásárolnak az amerikaiak. 2022-ben már 121,3 milliárd dollárt költöttek el országszerte online, ami közel hétszerese volt az áruházakban elköltött összegnek. Ugyanebben az évben a kereskedelmi cégek profitja 10,5 milliárd dollárral ugrott 30 milliárd fölé, az év harmadik negyedéhez képest. A gazdaság helyzetétől függetlenül is sokat költenek az időszakban az amerikaiak, aminek kiemelkedő példája 2023 volt, mikor az elvárás az volt, hogy a költekezés növekedése a megszokottnál sokkal alacsonyabb lesz. Karácsony környékén áruházak gyakran vesznek fel több embert, 2012-ben az a szám országszerte meghaladta a 700 ezret, átlagosan fél millióval szokott emelkedni.
Karácsony napja általában a legkevésbé mozgalmas év boltoknak, nagy részük zárva tart, attól függetlenül, hogy erre törvény kötelezi-e őket. Ezzel ellentétben Szuper Szombat, a karácsony előtti utolsó szombat, általában az év egyik legnagyobb bevétellel rendelkező napja és a hosszadalmas bevásárló-időszak vége. Összességében karácsony holtteher-veszteség, 2001-ben négy milliárd dollár volt az összeg, ami ajándékadás következtében elveszett. Az ajándékoknak fehér elefánt hatása van és környezeti hatásuk is negatív.